# Бої під Докучаєвськом
Бої під Докучаєвськом — позиційні бойові дії під час війни на Донбасі у околицях міста Докучаєвськ Донецької області.

## Бойові дії

### 2014
24 серпня 2014 року українські медіа повідомили, що загони проросійських збройних угруповань почали наступ з Донецька на селище Оленівка. Згідно повідомлення, о 4 годині ранку, після артилерійської підготовки із застосуванням систем залпового вогню, до Оленівки висунулася піхота проросійських сил за підтримки 5 танків. Аналіз згодом показав, що наступав танковий підрозділ батальйону «Оплот» і піхота батальйону «Кальміус». Зі спогадів Миколи Тишика, танкіста 51-ї бригади, артилерійський обстріл, хоча й неточний, почався о 4 ранку. Зі спогадів танкістів Оплоту, що брали участь у тому нападі, вони у 6:23 ранку зайняли селище Луганське і далі висунулись на Оленівку, на блокпост Сигнальний. Згідно їх слів, головний танк у колоні ще до бою виявив несправність гармати — гідростопор, — він вийшов зі строю і пішов у поле лагодити неполадку. Інші ж танки почали обстріл українського блокпосту, намагаючись вразити можливі позиції, техніку і вогневі точки українців. За словами Миколи Тишика, це була майже 8 ранку, вони зарядили бронебійний снаряд у гармату танку ще коли почули гуркіт танкових двигунів у тумані, і чекали у зеленці. Коли з туману вийшов танк Т-64БВ проросійських сил, його гармата була повернута в сторону Донецька, що спочатку спантеличило українських танкістів. Проте коли він почав розворот башти, український танк за наказом Миколи Тишика зробив постріл, яким одразу його підбив, влучивши в башту. Підбитий танк спалахнув вогнем, і невдовзі вибухнув — його втрата спричинила панічні настрої серед танкістів Оплоту. Один з їх танків все ж поцілив український танк осколковим снарядом у башту, чим розбив йому триплекси, вивів з ладу стабілізатор гармати, а на башті почалась незначна пожежа, яку невдовзі Микола з екіпажем загасили. Проте інші два танки Т-72 Оплоту почали неорганізований відступ, під час якого один передом, а інший задом впали у канаву. Їх танкісти евакуювалися і втекли. Четвертий танк вийшов з бою, забравши пораненого мехвода.
В результаті бою українська сторона втратила підбитими БМП-2 і МТ-ЛБ. Проросійські сили втратили танк Т-64БВ згорілим, і два Т-72 покинутими: перший моделі Т-72Б зр. 1989 був затоплений повністю, його не змогли витягти українські військовики. Другий Т-72Б був узятий трофеєм, і його передали батальйону міліції «Дніпро-1».
11 жовтня 2014-го у бою з терористами неподалік Докучаєвська загинув прикордонник — під час руху колони Держприкордонслужби терористи обстріляли її зі стрілецької зброї, прикордонники відкрили вогонь у відповідь. Бойовики зазнали втрат та відійшли.
23 жовтня 2014 року в часі планової перевірки автотранспорту на блокпосту неподалік Березового, під мінометний обстріл потрапили українські військовослужбовці, через обстріл чотирьох поранено. Другий штурм відбувся близько 3-ї ночі 24 жовтня, атака була відбита. Уночі з 4 на 5 листопада 2014-го бойовики з ПТКР обстріляли український підрозділ поблизу Березового, наслідком стало поранення 1 військовослужбовця.
10 листопада відбувся короткий бій поблизу Березового, троє українських військових загинули, троє поранені — бойовики із застосуванням мінометів атакували взводний опорний пункт українських військових. В часі бою терористи втратили 10 осіб, при їх відступі українські військові завдали вогневого удару, цілком імовірно, що є іще убиті. Втрати українських сил склали 3 загиблими, серед них солдати 28-ї бригади Віктор Бошняк, Віталій Токар та 3 поранених.
11 листопада низка українських ЗМІ поширили новину, що під Докучаєвськом було ліквідовано близько 170 російських військових з 439-ї реактивної артилерійської бригади в/ч 69673. Розслідування спільноти ІнформНапалм виявило, що новина є дезінформацією, і автором фейку була правозахисник Олена Васильєва, що 7 листопада опублікувала цей вкид. Іраклій Комахідзе пов'язує цей вкид із його розслідуванням щодо присутності 439-ї бригади на кордонах України восени 2014 року і участі її у обстрілах території України, що було опубліковане за три дні до вкиду Васильєвої, 4 листопада.
8 грудня РНБО повідомляє, що через втрати зведеної батальйонної тактичної групи Центрального військового округу РФ, котра сформована зі складу 2-х мотострілецьких бригад, ця батальйонна група відведена з передових позицій поблизу Докучаєвська на доукомплектування та поповнення в другий ешелон. Відновлення сили окупантів проводять в районі Старобешеве — Кутейникове. Загальні втрати — безповоротні і санітарні — батальйонної групи стягли чверті початкового складу.

### 2015
12 січня 2015 року підрозділ «армії Новоросії» поблизу Докучаєвська намагався два рази поспіль атакувати позиції українських військ. Після удару у відповідь терористи з втратами відступили.
13 січня 2015 року внаслідок обстрілу бойовиків «ДНР» з Докучаєвська блокпосту під Волновахою загинуло 11 мирних жителів у автобусі, ще 17 поранено. Розслідування Служби безпеки України і Генпрокуратури України встановило, що обстріл блокпосту вели три мобільні групи реактивного дивізіону «Ангели аду» 5-ї армійської бригади «Оплот». Командування операцією здійснював Сінельников А. О., 1964 р.н., полковник Збройних сил РФ, а польовим командиром був Шпаков Ю. М., 1979 р.н., громадянин України.
17 січня 2015 під час супроводу новоприбулих посадових осіб до позицій українських військовиків загін 72-ї бригади потрапив у засідку; на вимогу противника здатись у полон вояки відмовилися та вступили в бій. В ході бою прапорщик Віктор Сігаєв знищив декілька ворогів, однак зазнав поранень, не сумісних з життям.
21 січня в місті тривають запеклі бої, проросійські бойовики стріляють з двох САУ. Зафіксована група бойовиків, які маскуються під підрозділи Збройних сил України.
З 27 на 28 січня передова мобільна група одного з українських підрозділів поблизу Докучаєвська із засідки знищила 2 мінометні розрахунки терористів — під час їх висування на обладнану заздалегідь вогневу позицію. На початку лютого 2015 бійці мобільної групи 72-ї бригади знищили колону ворожої техніки — 6 одиниць поблизу Білої Кам'янки, зокрема ліквідували 3 самохідні установки бойовиків — в той момент, коли вони заправлялися.
25 липня 2015 року співробітники Держприкордонслужби України на контрольному посту «Березове» (Донецька область) затримали «КамАЗ» з боєприпасами, який заїхав на контрольний пост з території тимчасово непідконтрольній Україні. У транспортному засобі були двоє осіб у військовій формі. Пізніше було встановлено, що один із них — громадянин України, інший — кадровий військовослужбовець збройних сил РФ. Громадянин Росії Старков Володимир Олександрович зізнався, що проходить дійсну військову службу у військовій частині міста Новочеркаськ Ростовської області Росії на посаді начальника служби ракетно-артилерійського озброєння. Військове звання — майор. Вказані особи перевозили боєприпаси для незаконних зброєних формувань та потрапили до українського контрольного посту випадково, помилившись дорогою. За свідченнями Старкова, на Донбасі у складі незаконних збройних формуваннях діють близько 2 тисяч так званих «радників» із числа кадрових військових збройних сил РФ. На суді Старков визнав свою провину. 25 вересня 2015 року районний суд Донецької області засудив В. О. Старкова на 14 років позбавлення волі за всіма 5 статтями, які були записані в підозри. Основна стаття — за співучасть у введенні агресивної війни.

### 2016
8 листопада 2016-го під Докучаєвськом відбулося боєзіткнення, повідомляється про 6 убитих членів окупаційних сил.

### 2017
11 березня загинули у бою з ворожою диверсійно-розвідувальною групою поблизу села Березове вояки батальйону «Айдар» Сергій Голубєв та Антон Дзерин.

### 2018
21 лютого прес-центр штабу АТО опублікував відео, повідомивши, що під Докучаєвськом було знищено БМП окупаційних сил. OSINT-дослідник @Necro Mancer опублікував згодом уточнення, щ БМП могла належати 5 ОМСБр. За повідомленням від російської сторони, був знищений не БМП, а позашляховик УАЗ, в якому загинуло троє членів окупаційних сил, один з яких — замполіт.
25 травня 2018 року 93 ОМБр просунулася вперед на Донбасі, зайнявши в бойовиків «ЛДНР» стратегічну висоту в «сірій зоні». Ця висота знаходиться в селі Петрівське Старобешівському районі Донецької області, у якому вже ніхто не живе.

## Втрати
| Прізвище, ім'я, по-батькові       | Звання                                    | Дата смерті    | Формування                    | Обставини |
| --------------------------------- | ----------------------------------------- | -------------- | ----------------------------- | --- |
| Рижак Володимир Юрійович          | фахівець групи матеріального забезпечення | 8 лютого 2014  | Батальйон міліції «Шахтарськ» | |
| Старіков Євген Андрійович         | рядовий міліції                           | 8 лютого 2014  | Батальйон міліції «Шахтарськ» | |
| Попик Сергій Іванович             | лейтенант                                 | 8 січня 2015   | 28 ОМБр                       | Загинув поблизу села Березове, міна залетіла в окоп на блокпосту. |
| Книш Леонід Олександрович         | солдат                                    | 8 січня 2015   | 28 ОМБр                       | Загинув поблизу села Березове, міна залетіла в окоп на блокпосту. |
| Лиховид Геннадій Григорович       | солдат                                    | 12 квітня 2015 | 28 ОМБр                       | Загинув поблизу села Березове, підірвався на «розтяжці» під час виконання бойового завдання.                                                                              |
| Горайський Юрій Володимирович     | матрос                                    | 4 березня 2016 | 73 МЦСО                       | Загинув у ближньому бою під Докучаєвськом, наштовхнувшись на висоті в районі міста на диверсійно-розвідувальну групу противника.                                          |
| Хмеляров Олександр Анатолійович   | старшина                                  | 4 березня 2016 | 73 МЦСО                       | Загинув у ближньому бою під Докучаєвськом, наштовхнувшись на висоті в районі міста на диверсійно-розвідувальну групу противника.                                          |
| Бойко Андрій Юрійович             | солдат                                    | 16 жовтня 2018 | 1 ОТБр                        | Загинув увечері поблизу села Березове — зазнав смертельного поранення в голову кулею ворожого снайпера.                                                                   |
| Сорочинський Анатолій Ярославович | солдат                                    | 22 червня 2019 | 24 ОМБр                       | Загинув внаслідок підриву на протипіхотній міні під час перевірки місцевості в зоні відповідальності спостережного посту «Бандера» поблизу Оленівки (Волноваський район). |